# ルンガ人
ルンガ人（英語: Runga people）は、チャド南東部から中央アフリカ共和国北東部にかけて暮らす民族。ルンガ人は混成された民族であり、出現したのは比較的新しい。
彼らはチャドの南部にダル・ルンガと呼ばれるスルタン国を設立した。

## 集団
これらの集団は分けて考えられる。
- アラビア語を話すルンガ人
- ルンガ語を話す、ルンガ-アイキ

これらの言語の違いにもかかわらず、彼らは文化的には非常に均質な集団である。